# جغد یالدار

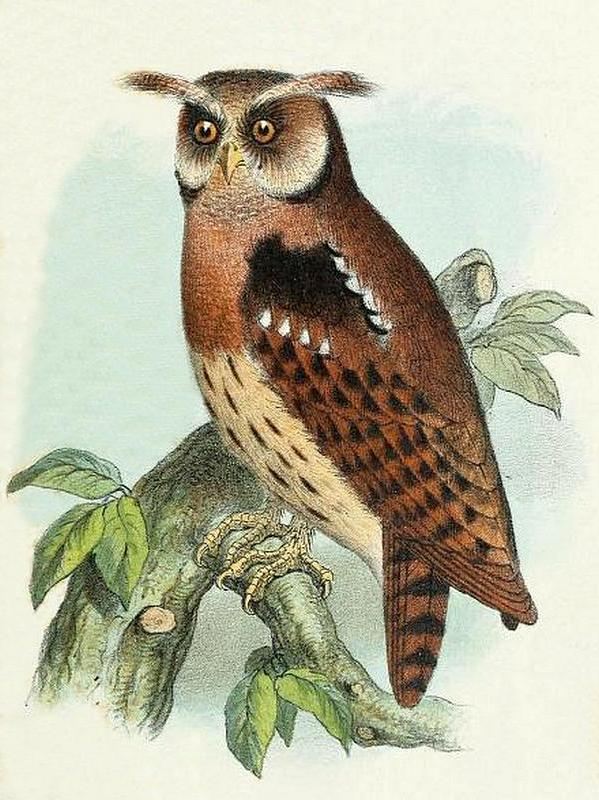
تصویر نقاشی شده از جغد یالدار

جغد یالدار (نام علمی: Jubula lettii) نام یک گونه از تیره جغدان راستین است.